# Holger Juul Hansen
Holger Juul Hansen (14 de agosto de 1924 - 19 de marzo de 2013) fue un actor danés.
Hansen participó en un gran número de películas y programas de televisión daneses. Sus papeles más destacados fueron como el banquero Hans Christian Varnæs, jefe de una de las dos familias rivales en Matador, y como el Doctór Moesgaard en The Kingdom.

## Filmografía selecta
- Tine (1964)
- Matador – una serie de TV danés producido y transmitido entre 1978 y 1982.